# Гура Дмитро Іванович
Дмитро́ Іва́нович Гу́ра (нар. 18 березня 1988, Узин, Київська обл. — пом. 13 квітня 2015, Авдіївка, Донецька обл.) — солдат Збройних сил України, учасник російсько-української війни.

## Життєвий шлях
Закінчив Узинську ЗОШ № 1, 2006 року — Білоцерківський професійний ліцей № 15, здобув професію слюсаря з ремонту автомобілів. Пройшов строкову службу у навчальному центрі «Десна».
Під час війни мобілізований 1 серпня 2014-го, з 5 листопада перебував у зоні бойових дій під Донецьком, у складі зведеного загону «Дика качка» Повітряних сил ЗСУ, відряджений з 40-ї бригади тактичної авіації, номер обслуги.
13 квітня 2015-го під час одного з обстрілів терористами українських позицій (опорний пункт «Зеніт») поблизу Авдіївки уламок снаряда 120-мм міни влучив у ящики з набоями в бліндажі. Від вибуху загинули Олександр Тищенко, Олексій Вовченко, Дмитро Гура, Василь Путаненко, Богдан Гончаренко.
Упізнаний за експертизою ДНК. 12 серпня 2015 року похований на Новому міському кладовищі Узина.
Без Дмитра лишилися мама, сестра, брат.

## Нагороди та вшанування
- Указом Президента України № 553/2015 від 22 вересня 2015 року — орденом «За мужність» III ступеня (посмертно)[1]
- нагрудний знак «За взірцевість у військовій службі» III ступеня (НГШ)
- нагрудний знак «За оборону Донецького аеропорту» (посмертно)
- в жовтні 2015-го у місті Узин відкрито меморіальну дошку випускникам ЗОШ № 1 Миколі Стаднику, Віталію Чмелівському та Дмитру Гурі
- почесний громадянин Білоцерківського району (посмертно)